# Les Abymes

Les Abymes este un oraș în nordul insulei Guadelupa (Antilele Mici). Predomină industria zahărului.
1. ↑  répertoire géographique des communes, accesat în 26 octombrie 2015
2. ↑  dataset of postal codes in France, 1 octombrie 2018